# الدوري التونسي لكرة اليد 2007–08
الدوري التونسي لكرة اليد 2007-2008 هو الدورة 53 من الدوري التونسي لكرة اليد.
فاز بهذا الموسم النادي الإفريقي.

## روابط خارجية
- الموقع الرسمي للجامعة التونسية لكرة اليد.